# Ринко Кикучи
Ринко Кикучи (јап. 菊地凛子) је јапанска глумица, рођена 6. јануара 1981. године у Хадану (Јапан).

## Филмографија
| Улоге Ринко Кикучи |                  |               |               |          |
| Година             | Српски назив     | Изворни назив | Улога         | Напомена |
| 2006.              | Вавилон          |               | Чијеко Ватаја |          |
| 2013.              | Битка за Пацифик |               | Мако Мори     |          |
| 2013.              | 47 ронина        |               | Мизуки        |          |